# Kletterfische
Die Kletterfische (Anabas) sind eine Süßwasserfischgattung aus der Familie der Kletterfische und Buschfische (Anabantidae). Die Gattung kommt mit zwei Arten auf dem Indischen Subkontinent und in Südostasien westlich der Wallace-Linie vor. Die Gattungsbezeichnung Anabas leitet sich aus dem Griechischen ab („anabainein“ = hinaufklettern) und verweist auf die Fähigkeit der Fische, das Wasser zu verlassen und andere Gewässer aufzusuchen.

## Merkmale
Kletterfische besitzen einen mäßig gestreckten Körper und werden 20 bis 30 cm lang. Kopf und Maul sind relativ groß. Auf beiden Kopfseiten finden sich je zwei Nasenöffnungen. Die Ränder der Kiemendeckel sind mit zahlreichen Stacheln besetzt. Das Labyrinthorgan ist recht einfach gebaut. Rücken- und Afterflosse sind langgestreckt, wobei der hartstrahlige Bereich länger ist als der weichstrahlige. Die Bauchflossen sind nicht verlängert, die Schwanzflosse ist abgerundet. Die Seitenlinie ist unterbrochen, der Teil auf dem hinteren Rumpfabschnitt verläuft zwei Schuppenreihen tiefer.
Kletterfische sind graubraun bis graugrün gefärbt. Die Flossen sind heller. Der Kiemendeckel und die Schwanzwurzel tragen einen Fleck.
- Flossenformel: Dorsale XVI–IXX/16–19, Anale IX–XI/8–11, Ventrale I/5.

## Lebensweise

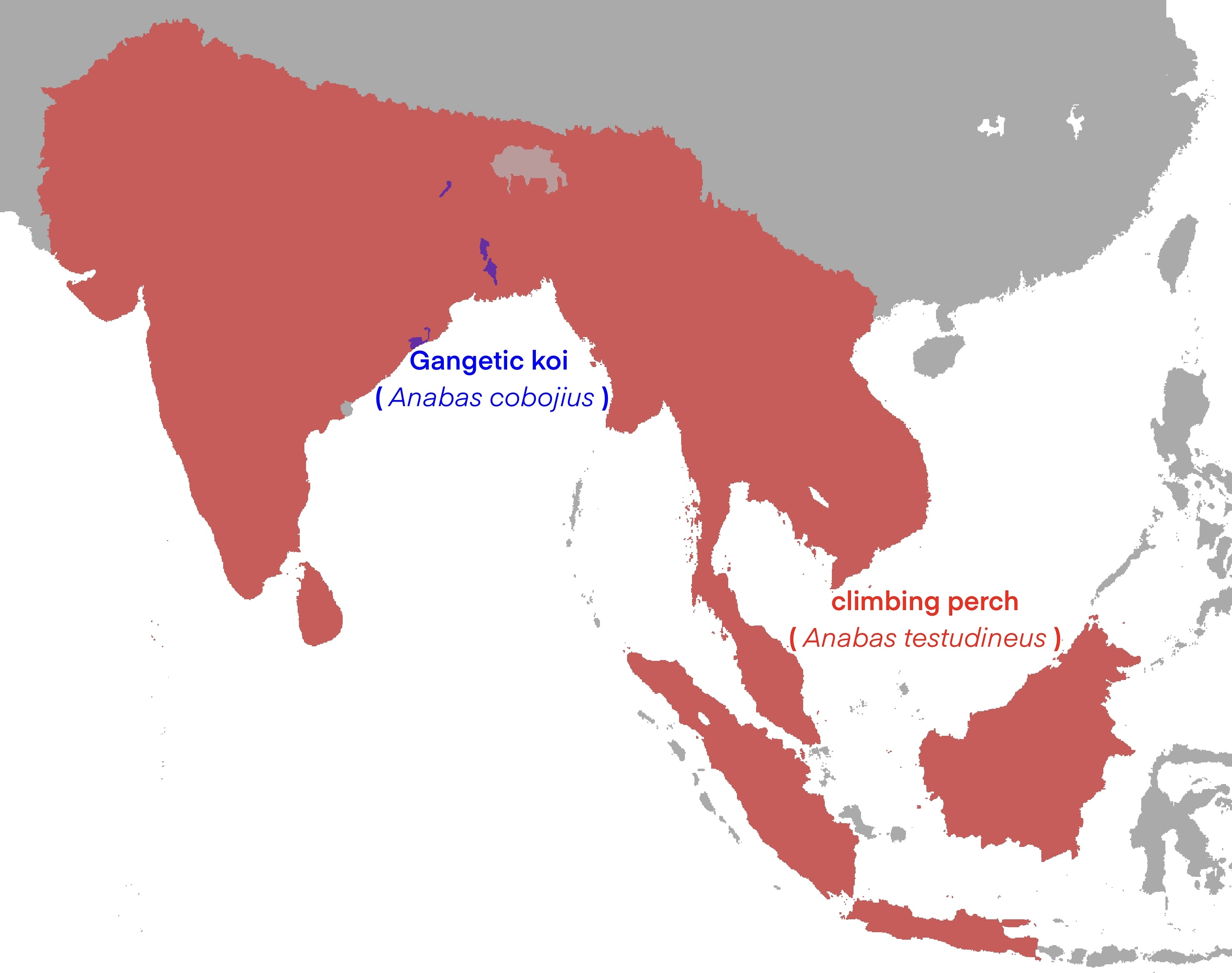
Das Verbreitungsgebiet der Kletterfische

Kletterfische kommen vor allem in langsam fließenden und stehenden Gewässer vor, die durch Felsen, Wurzeln oder Pflanzen gegliedert sind. Sie ernähren sich von Insekten, Krebstieren, anderen wirbellosen Tieren und kleinen Fischen. Im Unterschied zu vielen anderen Labyrinthfischen betreiben Kletterfische keine Brutpflege. Die abgelegten Eier steigen zur Oberfläche.
An Land bewegen sich Kletterfische mit gespreizten Kiemendeckeln durch kräftige Schläge der Schwanzflosse fort. Trockenperioden können sie im Schlamm überstehen. Wie andere Fische scheiden Kletterfische im Wasser über ihre Kiemen als Stickstoffträger Ammoniak ab. Außerhalb des Wassers können sie ihre Kiemen weder zur Atmung noch zur Exkretion nutzen, wie viele Landtiere und wie viele andere Knochenfische der Gezeitenzone scheiden sie dann als Stickstoffträger Harnstoff über ihre Schleimhäute ab, was den Vorteil hat, dass dieser Harnstoff seinerseits zur Feuchthaltung beiträgt, indem er Luftfeuchtigkeit bindet.

## Arten
- Anabas cobojius (Hamilton, 1822)
- Kletterfisch (Anabas testudineus) (Bloch, 1792), Typusart

## Einzelbelege
1. ↑  Anabas im Catalog of Fishes (englisch)
2. ↑  M. Ramaswamy, T. Gopalakrishna Reddy: Ammonia and urea excretion in three species of air-breathing fish subjected to aerial exposure. In: Proceedings: Animal Sciences, Band 92, Nr. 4, 1983, S. 293–297.